# Zwarte maandag

Het verloop van de Dow Jones drie maanden voor en na Zwarte Maandag.

Zwarte Maandag (Black Monday) op 19 oktober 1987 was de eerste beurskrach na de Tweede Wereldoorlog. De crash begon op de Hong Kong Stock Exchange, daarna op de beurzen in West-Europa die een paar uur later openden, weer een paar uur later op de beurzen in de Verenigde Staten en Canada en vervolgens ook in Australië en Nieuw-Zeeland.
De Dow Jones Industrial Average (Dow Jones) daalde 22,6% (508 punten) op één dag; dit was de grootste procentuele daling op een dag in haar geschiedenis. Eind oktober daalden de aandelenkoersen met 41,8% in Australië, 22,5% in Canada, 45,8% in Hongkong en 26,4% in het Verenigd Koninkrijk.
De aanduiding is gebaseerd op de aanduiding Zwarte donderdag (Black Thursday) voor de beurskrach in New York van 24 oktober 1929, die de wereldwijde economische crisis veroorzaakte.
Ook 8 augustus 2011 wordt wel "Zwarte maandag" genoemd. Op die dag heeft het ratingbureau Standard & Poor's de Verenigde Staten de hoogste kredietwaardigheidsbeoordeling AAA ontnomen.

## Mogelijke oorzaken
De Dow Jones was sinds 1985 bijna verdubbeld, maar in augustus 1987 waren er echter steeds meer tekenen van een naderend einde aan de bullmarkt. Het kabinet-Reagan was niet in staat om grip te krijgen op de inflatie en het enorme tekort op de handelsbalans (in 1987 bedroeg het 152.100.000.000 dollar). De onzekerheid nam toe toen de Amerikaanse Federal Reserve voor de eerste keer in drie jaar de rente voor kortlopende leningen verhoogde. De Dow Jones had ongeveer 475 punten verloren in verschillende sprongen vanaf zijn hoogtepunt in augustus 1987 tot 13 oktober 1987.
Daarnaast was er een groeiende onzekerheid op de valutamarkten en een verlies aan vertrouwen in de Amerikaanse dollar. De devaluatie van de dollar na het Plaza-akkoord leek aanvankelijk te zijn gestopt met het Louvre-akkoord in februari 1987, maar eind september kwamen er geruchten over een geschil binnen de G7 in de media, Op de vrijdag voor de beurscrash daalde de dollarkoers scherp. De onzekerheid werd nog verergerd door een artikel in de volgende zondageditie van de New York Times, waarin de toenmalige minister van Financiën James Baker zich indirect uitsprak tegen verdere steun aan de dollarkoers en dreigde de dollar verder te laten dalen.
De omvang van de beurscrash was mede toe te schrijven aan de toenemende automatisering van de handel ('Computer Exchange', 'Automated Trading'). Sinds het begin van de jaren tachtig gebruikten handelaren steeds vaker computers voor hun portefeuillestrategieën en hadden de grote banken doorgaans zeer vergelijkbare systemen voor dynamische hedging. De uitgebreide automatisering leidde ertoe dat binnen een korte tijd nadat de eerste verkoopdruk zich ontwikkelde, de hedgingstrategieën, ofwel 'shorted' aandelen, ofwel 'short futures contracten' en 'put opties' op de 'futures' beurzen verworven. Het gelijktijdig ontvangen aantal bestellingen zorgde voor verdere verkoopdruk en er was een 'cascade-effect'.

## Gevolgen
Op 20 oktober 1987 daalde de Dow Jones aanvankelijk verder tot 1.739 punten, de Nikkei 225 in Japan zakte 14,9 procent (3.383 punten) naar 21.910 punten. Als gevolg hiervan werd de handel tijdelijk stopgezet op veel beurzen; onder andere omdat de computertechnologie destijds niet voldeed aan het hoge ordervolume. Dit gaf de Amerikaanse Centrale bank de tijd om liquiditeit in de markt te pompen en de crash op te vangen. Daarnaast begonnen bedrijven hun eigen aandelen in te kopen (ofwel om de prijs te ondersteunen en/of om de lage prijzen als koopmogelijkheid te gebruiken). Aan het einde van de week handelde de Dow Jones op 1.951 punten.
15 maanden na "Zwarte maandag" keerde de Dow Jones terug naar het niveau van voor de crash op 2.247 punten.